# Visitors from the Galaxy
Pour plus de détails, voir Fiche technique et Distribution.
Visitors from the Galaxy (croate : Gosti iz galaksije) est un film de science-fiction tchéco-yougoslave réalisé par Dušan Vukotić, sorti en 1981.

## Synopsis
Robert, un employé d’hôtel s'essayant à l'écriture de romans de science-fiction voit un jour ses personnages, une femme et deux enfants venus de la planète Tugador dans la Galaxie Arcana, se matérialiser. Les visiteurs sèment la panique dans le village.

## Fiche technique
- Réalisateur : Dušan Vukotić
- Musique : Tomislav Simović
- Langue : Serbo-Croate

## Distribution
- Zarko Potocnjak : Robert
- Lucie Zulová : Biba
- Ksenija Prohaska : Andra
- Jasminka Alic : Ulu